# 瑞斯維爾 (印第安納州)
瑞斯維爾（英語：Raysville）是位於美國印地安納州亨利縣的一個非建制地區。